# 庫佳拉
庫佳拉（法語：Koutiala）是馬里的城市，位於該國南部，由錫卡索區負責管轄，距離首府錫卡索140公里，始建於十六世紀，面積18,000平方公里，是棉花的盛產地，2009年人口137,919，人口密度為每平方公里7.7人。